# Jason Aldean (album)
Jason Aldean è il primo ed eponimo album in studio del cantante country statunitense Jason Aldean, pubblicato nel 2005.

## Tracce
1. Hicktown – 5:06
2. Amarillo Sky – 3:23
3. Why – 3:33
4. Even If I Wanted To – 4:11
5. Lonesome USA – 3:40
6. Asphalt Cowboy – 4:03
7. I'm Just a Man – 3:17
8. You're the Love I Wanna Be In – 3:18
9. Good to Go – 4:02
10. I Believe In Ghosts – 3:26
11. She Loved Me – 3:27